# Outlaw Blues
Outlaw Blues es una canción de Bob Dylan. Pertenece a su quinto álbum de estudio, publicado en 1965, Bringing It All Back Home . 
La canción describe cómo Dylan desea dejar atrás la política y acercarse a un estilo de vida bohemio, un estilo de vida al "margen de la ley" ("outlaw"). Dylan sabe que "puede tener un aspecto como Robert Ford" (el bandido que disparó y mató a Jesse James), pero él se siente "igual que un Jesse James." 
Una versión alternativa de la canción se publicó como parte de los "Three Song Sampler - PE", que contiene outtakes de la banda sonora de la biopic de Martin Scorsese sobre Dylan, No Direction Home. 
El 20 de septiembre de 2007, Bob Dylan interpretó esta canción en vivo, por primera vez, durante un show en Nashville, junto a Jack White de The White Stripes.